# Otočić Lavdara
Otočić Lavdara är en ö i Kroatien.   Den ligger i länet Zadars län, i den södra delen av landet, 220 km söder om huvudstaden Zagreb. Arean är 2,5 kvadratkilometer.
Terrängen på Otočić Lavdara är platt. Öns högsta punkt är 79 meter över havet. Den sträcker sig 3,0 kilometer i nord-sydlig riktning, och 2,7 kilometer i öst-västlig riktning.